# دوايت دودلي
دوايت دودلي (بالإنجليزية: Dwight Dudley)‏ هو محامي وسياسي أمريكي، ولد في 30 مايو 1954 في بوسطن في الولايات المتحدة. حزبياً، نشط في الحزب الديمقراطي. وقد انتخب عضو مجلس نواب فلوريدا.